# Синдикат на българските учители
Синдикатът на българските учители (СБУ) е българска учителска организация. СБУ е организация за защита на гражданските права и свободи, на социално-икономическите, трудовоправните и професионалните права и интереси на работещите в образованието. Синдикатът на българските учители е най-многобройната професионална организация у нас и най-голямото в страната професионално обединение на работещите в средното образование.

## История
СБУ е учреден на 13 и 14 март 1990 г.
Председател на СБУ от 1994 г. до наши дни е Янка Такева.

## Членуване на СБУ
- СБУ е организация-основател на Интернационала на образованието, основан 1992 г. и обединяващ 401 учителски организации от 171 страни с 30 000 000 членове от целия свят, представляващи всички степени на образованието.[4]
- СБУ е член на Европейския синдикален комитет по образование, основан 1997 г. и обединяващ 132 организации от 45 страни във всички степени на образованието.[5]
- СБУ е основен член на най-голямото синдикално обединение в България – Конфедерацията на независимите синдикати в България (КНСБ).[6][7]

## Политика и дейност
Основна задача на СБУ е да следва традициите и опита, налагайки модерни синдикални решения, за да отговори на съвременните предизвикателства. В съответствие с програмата и устава си, отстоява трудово-правните, социално-икономическите, професионално-творческите и синдикални права и интереси на своите членове.
СБУ е партньор в образователните процеси на МОН, организира редица изяви, сред които ежегоден учителски форум, под патронажа на МОН, за споделяне на добри практики в извънкласните дейности По думите на Председателя на комисията по образование в Народното събрание Красимир Вълчев нито една добра промяна в системата не се е случила без участието на синдиката и усилията лично на нейния лидер – Янка Такева.

## Критики и противоречия
Предоставени от Министерството на просветата (МОН) данни показват, че от съществуващите три учителски профсъюза министерството фаворизира финансово Синдиката на българските учители. Другият основен просветен синдикат, който е към Конфедерацията на труда „Подкрепа“, не е получил почти никакви публични ресурси, а третият синдикат – Независимия учителски синдикат, не е получил никакви. В българската преса се поставя въпросът защо се раздават пари на синдикати за популяризиране на програма на МОН – нещо, с което самото министерство с цялата си организационна структура би трябвало да се справи и защо тези пари са насочени към единия синдикат.
През 2020 година става известно, че Синдикатът на българските учители е оказвал натиск върху учителите да посочват едно конкретно издателство при избора на учебници, тъй като то подкрепяло издаването на в. „Учителско дело“. Такова действие е в нарушение както на забраната за натиск върху учителите при избора им на учебници, така и на забраната да се получават материали и дарения от издателства, също и на включването на директори и учители в екскурзии, семинари и събития, организирани от издателства.

## Издания
- Вестник „Учителско дело“ (от 1899 г.)[14]
- Бюлетин на ИК на СБУ (от 1993 г.)[15]
- Поредица от книги „Професионална библиотека“ (от 1998 г.)
- Юбилейни книги – „Признанието“ и „Равносметката“[16]
- и други

## Отличия
СБУ ежегодно връчва Почетните отличия „Учител на годината“ и „Директор на годината“ от 1997 г.